# Даниела Кънева
Даниела Кънева е българска журналистка и международна кореспондентка, смятана за една от емблематичните фигури в българската журналистика. Известна е с работата си в Азия – отразяването на събития в Япония и Индия – както и с поредица интервюта със световни лидери. Кънева е дългогодишен репортер и кореспондент на Българската национална телевизия (БНТ) и е оставила дълбока следа в българската медийна история.

## Биография
Даниела Кънева е родена на 22 август в София през 1938 г. Тя произхожда от известния еленски възрожденски Кършовски род. От седемгодишна възраст тя пее в хор „Бодра смяна“ и по тази линия участва в постановки на Софийската опера.
Даниела Кънева учи ядрена физика, но завършва английска филология, а впоследствие външна търговия и международни отношения в Лондонския университет. Започва да преподава английски език в София, но се насочва към журналистиката и постъпва на работа в Българската телеграфна агенция (БТА). От 1970 до 1975 г. г. тя става първият български кореспондент, изпратен в Япония и първата чуждестранна журналистка, официално акредитирана в тази страна. Като специалист по индийска и японска култура тя отразява събитията в тези държави с дълбоко познаване на контекста. Нейните репортажи и документални филми от Азия, особено от Япония и Индия, се отличават с дълбочина, емоционалност и висок професионализъм, което ѝ носи професионално признание и високи награди.
През своята кариера Кънева взима интервюта от редица влиятелни личности на международната сцена. Сред най-емблематичните ѝ интервюта са тези с индийския премиер Индира Ганди, нейния син и по-късен премиер Раджив Ганди, съветския външен министър Андрей Громико, легендарния музикант Рей Чарлс и други. Смята се, че Даниела Кънева е единственият журналист, успял да направи както първото, така и последното интервю с Раджив Ганди. По нейна покана през 80-те години Рей Чарлс изнася концерт в София – знак за културното влияние, което Кънева успява да постигне чрез работата си.
В продължение на десетилетия Даниела Кънева отчита събития от горещи точки по света за БНТ – включително участия в новинарската емисия „По света и у нас“ – и остава активна в професията до края на живота си. На 24 април 2025 г. тя умира на 87-годишна възраст, като новината е съобщена от екипа на обществената телевизия БНТ.

## Признание и награди
Даниела Кънева е считана за пионер във външната журналистика на България, прокарвайки нови пътища в работата на БТА и БНТ с многобройните си репортажи, интервюта и филми от международни събития. За своя значим принос към укрепването на двустранните отношения между България и Япония, през 2011 г. тя получава високото японско държавно отличие Орден на Изгряващото слънце, златни и сребърни лъчи. По-късно, през 2020 г., президентът Румен Радев удостоява Кънева с Почетния знак на държавния глава за изключителния ѝ принос към българската журналистика.
Колегите на Даниела Кънева високо ценят нейния професионализъм и всеотдайност. В публикуван некролог от БНТ тя е наречена „самурай на словото“, чийто глас и поглед към света са вдъхновявали поколения български журналисти и зрители. Нейното име остава символ на журналистическа смелост, задълбоченост и достоверност в българската и международната журналистика.